# Wilhelm Hamnstedt
Gustaf Edvard Wilhelm Hamnstedt, svensk sångare. Kända pseudonymer: Willy Hill, Gustaf Willy. Född 13 september 1900 i Katarina församling i Stockholm, död 20 juni 1963 i Stockholm.
Wilhelm Hamnstedt gjorde fler än 100 skivinspelningar 1929-1940 för Odeon, Silverton m.fl. skivbolag, främst av tidens schlager. Sången var en bisyssla för honom; större delen av sitt yrkesliv hade han på Nordiska Kompaniet (NK).